# Нуйкіна Олена Миколаївна
Олена Миколаївна Нуйкіна (рос. Елена Николаевна Нуйкина; нар. 8 жовтня 1967) — радянська та російська футболістка, півзахисниця, російська футбольна арбітерка, тренерка. Майстриня спорту з футболу, майстриня спорту Росії міжнародного класу з футзалу.

## Життєпис
Розпочала професіональну кар'єру у складі клубу «Нива» (Баришівка), з яким 1989 року здобула перемогу у всесоюзному турнірі профспілкових команд (неофіційний чемпіонат СРСР), а 1990 року стала переможницею першого чемпіонату СРСР серед жінок. 1991 року перейшла до «Текстильника» (Раменське), з яким також здобула золоту медаль чемпіонату країни. Викликалася до збірної СРСР, зіграла щонайменше один матч - 28 квітня 1990 проти Фінляндії (0:1).
Після розпаду СРСР виступала у вищій лізі Росії за «Текстильник» та «Калужанку». У складі калузького клубу стала бронзовою призеркою чемпіонату країни у 1994 році. Також брала участь у змаганнях з футзалу, у тому числі за московське «Чертаново». Переможниця першого чемпіонату Європи з футзалу 2001 року.
Після закінчення кар'єри гравчині стала футбольною арбітеркою, судила матчі жіночого чемпіонату країни. Представляла місто Калуга, а згодом — Москву, має республіканську категорію. Була головною суддею фінального матчу Кубку Росії 2012 року. Провела один матч як головна арбітерка у молодіжній першості Росії серед чоловіків.
Надалі працювала дитячою тренеркою в школах «Чертаново», «Росіянка», ЦСКА. Станом на 2020 рік – головна тренерка молодіжного складу ЖФК ЦСКА. Багато її вихованок викликалися в дівочі та молодіжні збірні Росії. Брала участь у матчах ветеранів.
Закінчила Волгоградський державний інститут фізичної культури та спорту.